# 福間海岸

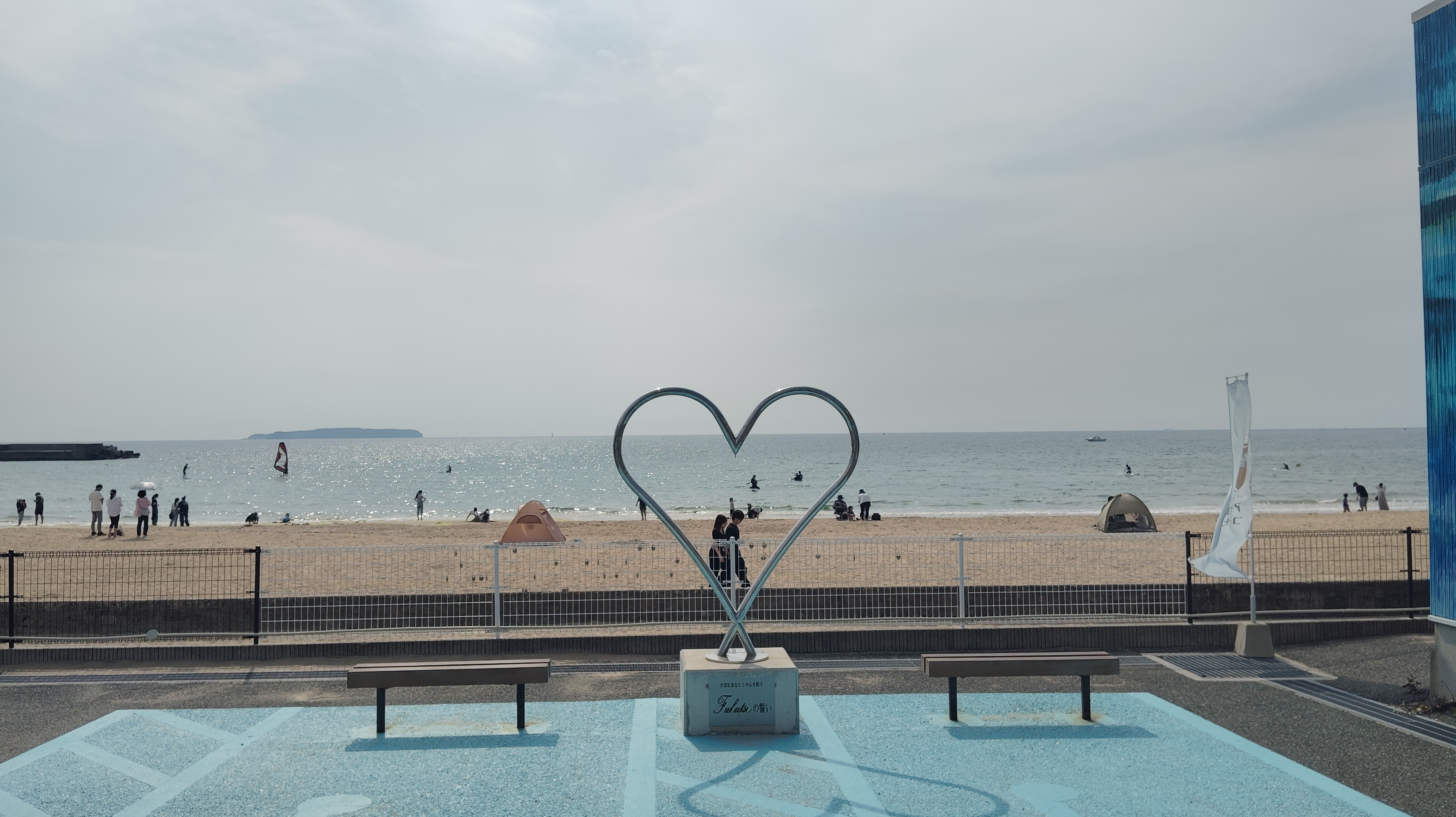
福間海岸

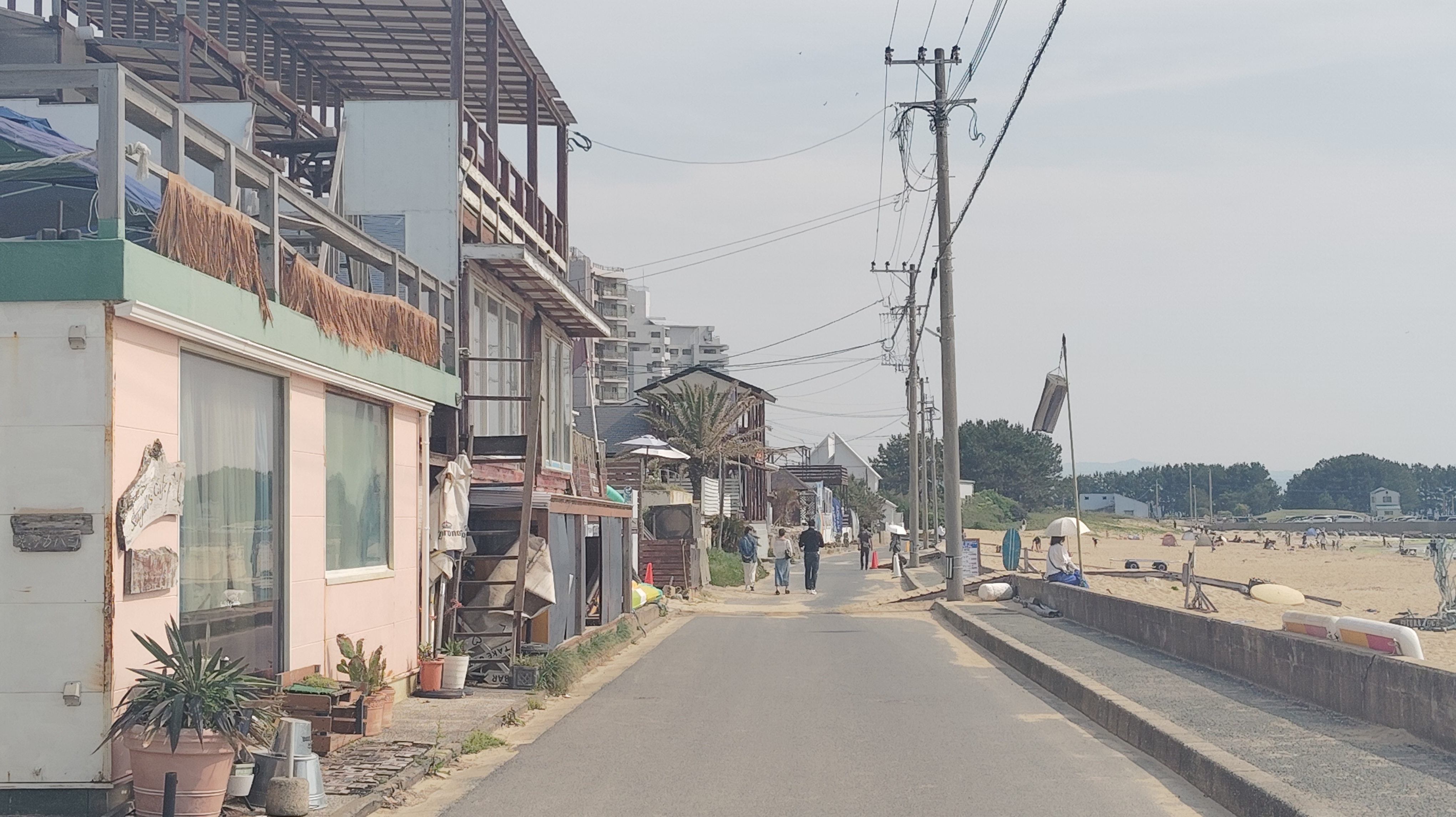
海岸通り

福間海岸（ふくまかいがん）は、福岡県福津市の海岸景勝地。

## 概要
ウィンドサーフィン、ボディボード等のマリンスポーツが盛んで、福岡県内でも屈指のスポットとなっており、「九州の湘南」と呼ばれている。夏場には多くの海水浴客で賑わう。海岸通りにはマリンスポーツのショップやレストランがある。また、福間漁港海浜公園にはマリーナや新鮮な魚介類を購入できる漁協直営の店もある。
6月から10月はウミガメの産卵期であるため、バーベキューや花火などのゴミ問題を発生させる可能性があるレジャーは推奨されない。

## 交通アクセス
- JR九州鹿児島本線福間駅から西鉄バス福間海岸経由津屋崎橋ゆき、東郷駅ゆきなどに乗車し「福間海岸」下車すぐ。
- マイカーの場合、九州自動車道古賀インターチェンジから約6㎞。